# لیبینگ، اتریش
لیبینگ (آلمانی: Liebing) یا رندک یک روستا در ناحیه اوبرپولندورف و ایالت بورگن‌لاند اتریش است. لیبینگ بخشی از شهرداری مانرزدورف آندر رابنیتس می‌باشد.